# You've Been in Love Too Long
"You've Been in Love Too Long" is een hitsingle van de Amerikaanse soulgroep Martha & The Vandellas. Net als onder andere "My Baby Loves Me" en "In My Lonely Room" bracht Motown, de platenmaatschappij waaraan Martha & The Vandellas verbonden waren, "You've Been in Love Too Long" alleen uit op single. Hierdoor verscheen het dus niet op een eigen album. Het kwam alleen, net als andere hits uit de beginperiode van de groep, op het album Greatest Hits. Dat album werd overigens pas ongeveer een jaar later uitgebracht dan het in juli 1965 uitgebrachte "You've Been in Love Too Long". Het nummer in kwestie dankte zijn plaats op het Greatest Hits-album aan het halen van de top 40 van de Amerikaanse popparade, waarin het op nummer 36 stond. Daarnaast werd het een nummer 25-hit op de r&b-lijst in datzelfde land.
"You've Been in Love Too Long" was de derde single van Martha & The Vandellas die geschreven en geproduceerd werd door William "Mickey" Stevenson in samenwerking met Ivy Jo Hunter. Dit keer gebruikten ze ook de hulp van een andere songwriter van Motown, namelijk Clarence Paul. De tekst van het nummer heeft een feministische inslag. Het gaat er namelijk over dat vrouwen hun geliefde moeten verlaten wanneer die hen mishandelt en ontrouw is. De muzikale basis van "You've Been in Love Too Long" is in ongeveer dezelfde stijl geschreven als die van de voorganger, "Nowhere to Run". Het nummer in kwestie is echter langzamer dan "Nowhere to Run". Zoals op het overgrote deel van de door Motown uitgebrachte singles, werd de muziek verzorgd door de studioband, zichzelf The Funk Brothers noemend.
Nadat "You've Been in Love Too Long" uitgebracht was, zou het nog meerdere malen gecoverd worden. De twee bekendste versies zijn die van Barbara Acklin en die van Bonnie Raitt. Alhoewel de versie van Acklin in ongeveer dezelfde stijl is opgenomen, was die van Bonnie Raitt van meer funkinstrumentatie voorzien.
De B-kant van "You've Been in Love Too Long" was het nummer "Love (Makes Me Do Foolish Things)". Net als de A-kant wist ook dit nummer de hitlijsten in de Verenigde Staten te bereiken. Daarmee was het, samen met later uitgebrachte "Forget Me Not", de enige B-kant die de hitparade wist te bereiken. Op de poplijst werd "Love (Makes Me Do Foolish Things)", overigens geschreven door het songwriterstrio Holland-Dozier-Holland, een nummer 70-hit. Op de r&b-lijst behaalde het nummer echter een betere prestatie dan A-kant "You've Been in Love Too Long". Daarop bereikte het namelijk de 22e plaats. Doordat veel dj's een voorkeur voor "Love (Makes Me Do Foolish Things)" hadden, kreeg "You've Been in Love Too Long" minder speeltijd op de radio. Waarschijnlijk was het anders een grotere hit geweest.

## Bezetting
- Leadzang: Martha Reeves
- Achtergrond: Betty Kelly en Rosalind Ashford
- Instrumentatie: The Funk Brothers
- Schrijvers: William Stevenson, Ivy Jo Hunter en Clarence Paul
- Producers: William Stevenson, Ivy Jo Hunter en Clarence Paul